# Macarella
La platja de Macarella està a 14 quilòmetres de Ciutadella, situada entre es Castellet de Macarella i Punta de na Xulla, prop de la llacuna de la Macarella i a ponent de la cala de Santa Galdana. És considerada una de les platges més belles de Menorca. Dintre s'hi formen dues petites cales, una al nord i l'altra a l'est, anomenada Macarelleta.

## Descripció
Aquesta cala verge i aïllada té forma de u; dimensions mitjanes; alts penya-segats flanquejant, coberts de pinars frondosos; zona humida-hàbitat de fotges, anguiles i tortugues de mar; barranc, un tram de Camí de Cavalls ocupant la seva part posterior, el que li confereix un aspecte salvatge. Aquest paisatge és típic del litoral meridional menorquí. És una platja molt visitada per persones d'aquí de Menorca i també molts de turistes. El millor d'aquesta platja és la seva aigua neta. La tranquil·litat i transparència de les seves aigües color turquesa, ens permet veure en fons de sa platja completament arenós. Aquesta platja compta amb els bàsics serveis de dutxes per als visitants, WC, papereres per a mantenir la platja neta, telèfons i també una zona amb deports nàutics.